# Татяна Червенякова
Татяна Петрова Пенкова-Червенякова е български лекар, професор в Университетската катедра по инфекциозни болести, паразитология и тропическа медицина в Медицински университет - София и национален консултант по инфекциозни болести от 2003 година. Заема поста изпълнителен директор на Специализираната болница за активно лечение по инфекциозни и паразитни болести „Проф. Иван Киров“ в София.

## Биография
Татяна Червенякова завършва Математическа гимназия в гр. Русе през 1972 г., а през 1978 г. придобива магистърска степен по медицина в Медицинска академия – София (днес Медицински университет). През 1978–1983 година работи като участъков педиатър и ординатор в детско отделение в ПОБ „Хр. Ботев“, гр. Враца. През следващите три години, от 1983 до 1986 г. е редовен докторант в Института по вирусология в Москва.
През 1986 г. защитава дисертационен труд и получава образователно-квалификационна степен „доктор“. В периода 1987 — 2001 г. Червенякова е последователно старши и главен асистент в Катедра по инфекциозни болести, епидемиология, паразитология и тропическа медицина в МУ-София. През 1988 г. получава специалност по детски болести, а през 1994 г. — по инфекциозни болести. Става доцент през 2002 г.
От същата година заема поста изпълнителен директор на Специализираната болница за активно лечение по инфекциозни и паразитни болести „Проф. Иван Киров“ ЕАД, София и става председател на Българското дружество по инфекциозни болести.  От 2003 година е национален консултант за България по инфекциозни болести, а от 2004 г. — член на Специализирания научен съвет по дерматология, венерология, инфекциозни болести, епидемиология, паразитология и хелминтология към Висшата атестационна комисия.
През 2008 г. доц. д-р Татяна Червенякова успешно защитава дисертационен труд на тема „Иктеричен остър вирусен хепатит C – характеристика и прогнози“ за присъждане на научна степен „доктор на медицинските науки“. Има завършени курсове за специализация в България, Великобритания и Чехия.
Умира на 10 август 2025 г.

## Семейство
Татяна Червенякова е съпруга на хирурга и ръководител на I хирургическа клиника при МБАЛСМ „Пирогов“ Александър Червеняков, който е син на проф. Петър Червеняков, пионер на гръдната хирургия в България, и брат на политика от БСП и бивш правосъден министър Младен Червеняков. Татяна и Александър Червенякови имат двама синове.